# Webb (Saskatchewan)
Webb ist ein Dorf in der Provinz Saskatchewan. Es liegt südöstlich im Gebiet Census Division No. 8 und ist Teil der Gemeinde Webb No. 138. Der Ort erhielt am 8. Juni 1910 seinen Status als Village.
Im Zentrum von Webb befindet sich ein Postamt, welches zu Beginn des 20. Jahrhunderts gegründet wurde. Westlich des Ortes verläuft der Highway 1. Im Nordosten liegt das zum Dorf gehörende Freiwildgehege Webb National Wildlife Area und der Gander Lake.

## Nachbargemeinden
| Hazlet    | Pennant                                     | Success |
| Gull Lake | Kompassrose, die auf Nachbargemeinden zeigt | Beverly |
| Shaunavon | Simmie                                      | Neville |

## Demografie
| Jahr | Einwohner |
| ---- | --------- |
| 1981 | 80        |
| 1986 | 87        |
| 1991 | 64        |
| 1996 | 42        |

| Jahr | Einwohner |
| ---- | --------- |
| 2001 | 51        |
| 2006 | 44        |
| 2011 | 58        |
| 2016 | 50        |

Laut der Volkszählung aus dem Jahr 2016 hatte Webb 50 Einwohner. Davon lebten etwa 50 Personen in 24 von insgesamt 26 Privathaushalten. Nach dem Census of Population von 2011 betrug die Zahl der im Ort lebenden Menschen 58. Bis zum Jahr 2016 sank die Bevölkerungszahl um 13,8 %. Im Jahr 2006 lag die Einwohnerzahl bei 44. 
Die Bevölkerungsdichte betrug im Jahr 2011 etwa 41,1 pro km². Nach dem Census of Population 2016 waren es fünf Jahre später nur 35,5 Einwohner/km².